# Protodrilus gracilis
Protodrilus gracilis är en ringmaskart som beskrevs av Von Nordheim 1989. Protodrilus gracilis ingår i släktet Protodrilus och familjen Protodrilidae. Arten är reproducerande i Sverige. Inga underarter finns listade i Catalogue of Life.